# Juan José Amador
Pour les articles homonymes, voir Amador.
Amador  Castaño est un nom espagnol. Le premier nom de famille, en général paternel, est Amador ; le second, en général maternel, souvent omis, est Castaño.
Juan José Amador Castaño, né le 20 avril 1998 à Manizales, est un coureur cycliste colombien.

## Biographie
En 2016, Juan José Amador devient champion de Colombie du contre-la-montre dans la catégorie juniors (moins de 19 ans). Il rejoint ensuite la formation Manzana Postobón en 2017, qui devient une équipe continentale professionnelle. 
Le 20 mai 2019, l'Union cycliste internationale annonce qu'il a été contrôlé positif à un stéroïde, un mois après son coéquipier Wilmar Paredes, positif à l'EPO. Amador est provisoirement suspendu, alors que son équipe Manzana Postobón est suspendue pour une durée de 15 à 45 jours,. En septembre 2020, Amador est finalement innocenté par l'UCI après avoir prouvé qu'il ne s'était pas injecté de Boldenone, un stéroïde anabolisant. Il est de nouveau autorisé à courir,.

## Palmarès sur route
- 2014
  - 2e du championnat de Colombie du contre-la-montre cadets
- 2016
  -  Champion de Colombe du contre-la-montre juniors

## Palmarès sur piste

### Championnats panaméricains
- 2016
  -  Champion panaméricain de poursuite par équipes juniors (avec Wilmar Molina, Juan José Ramos et Esteban Guerrero)